# Yu Yang
Yu Yang (Haicheng, 7 de abril de 1986) é uma jogadora de badminton chinesa. campeã olímpica, especialista em duplas.

## Carreira
Yu Yang representou seu país nos Jogos Olímpicos de Verão de 2008 e 2012, conquistando a medalha de ouro, nas duplas em 2008 com Du Jing.
E ainda bronze nas duplas mistas com He Hanbin. 